# دشت‌نظیر
دشت نظیر، روستایی است از توابع بخش کجور شهرستان نوشهر در استان مازندران ایران.

## جمعیت
این روستا در دهستان پنجک‌رستاق قرار دارد و براساس سرشماری مرکز آمار ایران در سال ۱۳۸۵، جمعیت آن ۲۴۷ نفر (۶۹خانوار) بوده‌است. مردم دشت نظیر از قومیت طبری هستند. مردم دشت نظیر به زبان طبری با گویش کجوری سخن می‌گویند.